# Gargara pulniensis
Gargara pulniensis är en insektsart som beskrevs av Ananthasubramanian 1980. Gargara pulniensis ingår i släktet Gargara och familjen hornstritar. Inga underarter finns listade i Catalogue of Life.